# Bucheon FC 1995
Bucheon FC 1995 ist ein Fußballfranchise aus Bucheon, Südkorea. Aktuell spielt das Franchise in der K League 2, der zweithöchsten Spielklasse Südkoreas.

## Geschichte

### Vorgeschichte
1995 gab das Franchise Yukong Elephants bekannt, ihren Verein nach Bucheon umziehen zu lassen und den Verein in Bucheon Yukong umzubenennen. Die Saison 1996 wurde ihre Premierensaison in Bucheon. Ab 1997 traten sie unter den Namen Bucheon SK an. In ihrer Zeit in Bucheon konnte der Verein zweimal den Ligapokal 1996 und 2000 gewinnen. Des Weiteren wurden sie 1996, 2000 und 2003 im Korean FA Cup Dritter und 2004 erreichten sie sogar das Finale, das sie allerdings gegen Busan I´Cons im Elfmeterschießen mit 3:4 verloren. 1999 wurden sie in der K League Dritter und ein Jahr darauf 2000 sogar Vizemeister. Der Verein entwickelte sich von 1996 bis 2006 zu einem der populärsten Vereine Südkoreas.

Bucheon SK-Logo bis 2006

2006 gab allerdings SK Energy, der Besitzer des Franchises, bekannt, den Verein in die Stadt Seogwipo auf Jeju-do umziehen zu lassen und den Verein in Jeju United umzubenennen. Als Grund wurden die K-League-Umzugsregularien angegeben, die vorschrieben, dass jedes WM-Stadion von 2002 nachträglich genutzt werden sollte.

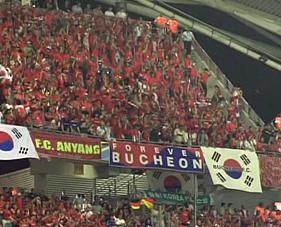
Bucheon-Fanproteste bei der WM 2006 in Leipzig

Als Reaktion auf den Umzug gab es viele Anti-Umzugs-Proteste in ganz Südkorea. Auch bei der Weltmeisterschaft 2006 in Deutschland protestierten Bucheon-Fans gegen den Umzug.
Als Reaktion darauf gründeten in Anlehnung an FC United of Manchester im Dezember 2007 Bucheon-Fans den Verein Bucheon FC 1995. Die Zahl 1995 steht für das Jahr, in dem man den Umzug und damit den Beginn von Bucheon Elephants/Bucheon SK bekannt gab. Der Verein meldete sich für 2008 in der K3 League, der höchsten Amateurfußballliga des Landes, an.

### Geschichte seit 2008
Als ersten Trainer des Vereins wurde Kwang Chang-kyu vorgestellt. In seinem ersten Jahr in der K3 League erreichte der Verein den 13. Platz. 2009 konnte der Verein sich stark verbessern und erreichte am Ende der Saison einen überraschenden 4. Platz in der Liga. Kwang Chang-kyu verließ nach Ende der Saison den Verein. Nach zwei Trainerwechseln und stabilen Mittelfeldplatzierungen in den Folgejahren gab die K League die Teilnahme des Bucheon FC 1995 an der Premierensaison der neugegründeten K League Challenge bekannt. Damit verließ der Verein 2012 die K3 League und trat zum Jahresanfang 2013 der K League bei.
In der ersten K-League-Challenge-Spielzeit belegte das Team nur den vorletzten siebten Platz. Auch die Pokalsaison endete in der ersten Runde, als man gegen den Viertligisten Jeonbuk Maeil FC mit 1:3 im Elfmeterschießen ausschied. Am Ende der Saison wurde der Trainer Kwak Kyeong-keun vom Verein beurlaubt. 2016 konnte der Verein sich in der Liga verbessern und konnte mit den 3. Platz sich erstmals für die K-League-Play-offs qualifizieren. Im Play-off-Finale scheiterte man allerdings zuhause in der Nachspielzeit an Gangwon FC mit 1:2. Im Pokal scheiterte man erst im Halbfinale an den FC Seoul mit 0:1.
In der Saison 2017 verpasste Bucheon mit einem fünften Platz den Einzug in die Play-off-Spiele zur K League 1 knapp. In der Spielzeit 2019 gelang dem Verein wieder der Einzug in die Play-offs, in denen man allerdings im Halbfinale dem FC Anyang unterlag.

## Historie-Übersicht
| Saison | Liga               | Kl. | Vereine | Spiele | Pl. | S  | U  | N  | Tore  | Pkt. | K3-Meisterschaft   | Ligapokal        | KFA Cup            | K-League-Play-off  | Trainer                                                                                    |
| ------ | ------------------ | --- | ------- | ------ | --- | -- | -- | -- | ----- | ---- | ------------------ | ---------------- | ------------------ | ------------------ | ------------------------------------------------------------------------------------------ |
| 2008   | K3 League          | 3   | 16      | 29     | 13. | 7  | 7  | 15 | 40:53 | 28   | Nicht qualifiziert | Keine Austragung | -                  | -                  | Kwang Chang-kyu                                                                            |
| 2009   | K3 League          | 3   | 17      | 32     | 4.  | 17 | 9  | 6  | 62:37 | 60   | Nicht qualifiziert | Keine Austragung | Nicht qualifiziert | -                  | Kwang Chang-kyu                                                                            |
| 2010   | K3 League          | 3   | 18      | 25     | 7.  | 14 | 4  | 7  | 50:35 | 46   | Nicht qualifiziert | Keine Austragung | 2. Hauptrunde      | -                  | Park Yeong-su                                                                              |
| 2011   | K3 League          | 3   | 16      | 22     | 8.  | 8  | 5  | 9  | 37:31 | 29   | Nicht qualifiziert | Viertelfinale    | 1. Hauptrunde      | -                  | Park Yeong-su                                                                              |
| 2012   | K3 League          | 3   | 18      | 25     | 8.  | 12 | 5  | 8  | 52:29 | 41   | Nicht qualifiziert | Halbfinale       | 1. Hauptrunde      | -                  | Kwak Kyeong-keun                                                                           |
| 2013   | K League Challenge | 2   | 8       | 35     | 7.  | 8  | 9  | 18 | 42:61 | 33   | -                  | -                | 2. Hauptrunde      | -                  | Kwak Kyeong-keun                                                                           |
| 2014   | K League Challenge | 2   | 10      | 36     | 10. | 6  | 9  | 21 | 33:52 | 27   | -                  | -                | 3. Hauptrunde      | Nicht qualifiziert | Yun Jeong-chun (Interim) Choi Jin-han                                                      |
| 2015   | K League Challenge | 2   | 11      | 40     | 5.  | 15 | 10 | 15 | 43:45 | 55   | -                  | -                | 4. Hauptrunde      | Nicht qualifiziert | Choi Jin-han Song Seon-ho (Interim)                                                        |
| 2016   | K League Challenge | 2   | 11      | 40     | 3.  | 19 | 10 | 11 | 49:33 | 67   | -                  | -                | Halbfinale         | Play-off-Finale    | Song Seon-ho Jeong Kab-seok                                                                |
| 2017   | K League Challenge | 2   | 10      | 36     | 5.  | 15 | 7  | 14 | 49:45 | 52   | -                  | -                | Achtelfinale       | Nicht qualifiziert | Jeong Kab-seok                                                                             |
| 2018   | K League 2         | 2   | 10      | 36     | 8.  | 11 | 6  | 19 | 37:50 | 39   | -                  | -                | 3. Hauptrunde      | Nicht qualifiziert | Jeong Kab-seok (-09.2018) Jo Min-hyeok (Interim) (09.2018–10.2018) Song Seon-ho (11.2018-) |
| 2019   | K League 2         | 2   | 10      | 36     | 4.  | 14 | 9  | 13 | 50:50 | 51   | -                  | -                | 3. Hauptrunde      | Halbfinale         | Song Seon-ho                                                                               |
| 2020   | K League 2         | 2   | 10      | 27     | 8.  | 7  | 5  | 15 | 19:36 | 26   | -                  | -                | 3. Hauptrunde      | Nicht qualifiziert | Song Seon-ho                                                                               |
| 2021   | K League 2         | 2   | 10      | 36     | 10. | 9  | 10 | 17 | 32:53 | 37   | -                  | -                | 3. Hauptrunde      | Nicht qualifiziert | Lee Yeong-min                                                                              |
| 2022   | K League 2         | 2   | 11      | 40     |     |    |    |    | -:-   |      | -                  | -                | Viertelfinale      |                    | Lee Yeong-min                                                                              |

## Trikot-Geschichte
| letztes Bucheon SK-Trikot Heim 2006 | letztes Bucheon SK-Trikot Auswärts 2006 |  |

| Heimtrikot 2008 | Auswärtstrikot 2008 | Heimtrikot 2009 | Auswärtstrikot 2009 | Heimtrikot 2010/11 | Auswärtstrikot 2010/11 | Heimtrikot 2012 | Auswärtstrikot 2012 |  |

| Heimtrikot 2013–2015 | Auswärtstrikot 2013–2015 |  |

| Heimtrikot 2016 | Auswärtstrikot 2016 | Heimtrikot 2017-2019 | Auswärtstrikot 2017-2019 |  |

## Stadion

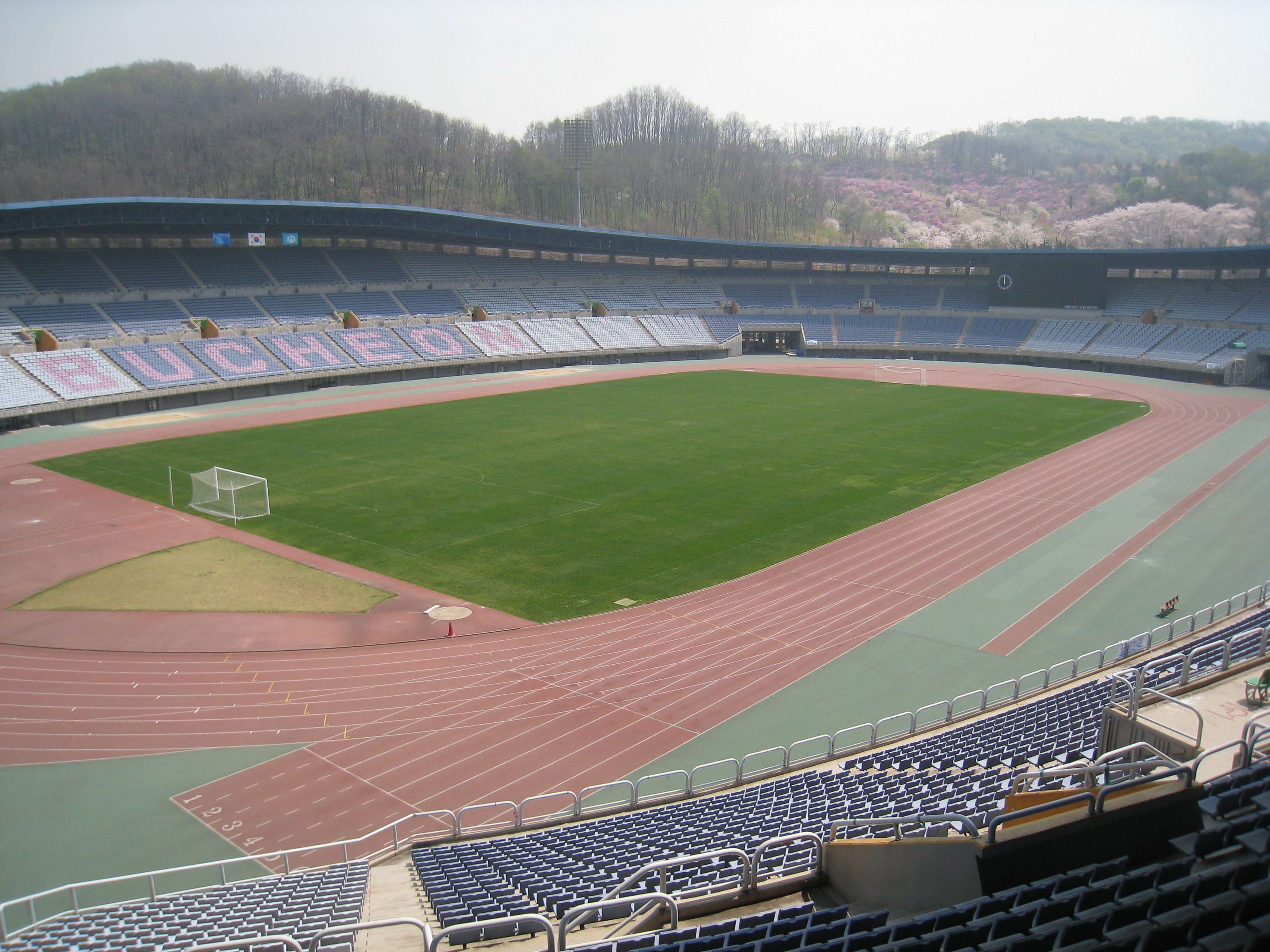
Bucheon-Stadion

Der Verein trägt seine Spiele im 35.456 Plätze fassenden Bucheon-Stadion aus.

## Fanszene
Die Fanszene besteht aus verschiedenen aktiven Fangruppierung. Die größte und bedeutendste Ultras-Gruppierung ist die Gruppierung Hermes. Gegründet wurde diese Gruppierung zu Bucheon SK-Zeiten. Nachdem der Verein 2006 nach Jeju umzog, gründete die Gruppierung den Bucheon FC 1995. Die Gruppierung selber besteht aus ca. hundert aktiven Fans. Die Gruppierung Hermes fällt immer wieder aufgrund von Ausschreitungen und Nutzung von Pyrotechnik in der Fußballszene auf.

### Rivalität
Die Fans von Bucheon haben zurzeit drei aktive Rivalen, zum einen den Erzrivalen Jeju United, zum anderen den FC Anyang und Incheon United. Die Fanszene pflegt mit den Fans von Pyeongtaek Citizen FC eine Fanfreundschaft.